# Indira Ampiot
Indira Ampiot, née le 19 septembre 2004 à Basse-Terre, en Guadeloupe, est une reine de beauté française. Elle est élue Miss Guadeloupe 2022 puis Miss France 2023 devenant ainsi la 93e Miss France et la 4e Miss Guadeloupe couronnée.

## Biographie

### Enfance et famille
Indira Ampiot naît le 19 septembre 2004 à Basse-Terre. Ses parents sont divorcés,. Elle a un grand frère, Brice Ampiot, de quatre ans son aîné. Du côté de son père, elle considère Giulia qui est la fille de sa belle-mère comme sa demi-sœur. Elle a également des origines bretonnes.
Son père, Didier Ampiot, a une agence de communication et de marketing. Sa mère, Béatrice Téjou, travaille à la Sécurité sociale et s'occupe des voyages des agents. Elle a également participé à l'élection de Miss Guadeloupe en 1998, terminant première dauphine, après avoir été Miss Basse-Terre,.
Son grand-père maternel est d'origine indienne, son prénom signifie « beauté » en sanskrit.
Indira Ampiot est la nièce de Frédéric Tejou (en), joueur de football professionnel.

### Études
En juillet 2022, elle obtient son baccalauréat avec mention. Elle est passionnée de dessin et de théâtre. Elle n'a pas commencé ses études supérieures mais elle souhaite intégrer une école de communication avec pour objectif de se spécialiser dans la communication publicitaire visuelle et dans le design.

### Miss Guadeloupe 2022
Le 27 juillet 2022, elle est élue Miss Guadeloupe au Gosier, succédant à Ludivine Edmond.

### Miss France 2023
Élue Miss France 2023 le 17 décembre 2022 à Déols, elle devient la 4e Miss Guadeloupe à être couronnée, après Véronique de la Cruz (1993), Corinne Coman (2003) et Clémence Botino (2020). Lors de sa prise de parole, après avoir été retenue dans les 15 demi-finalistes, Indira Ampiot a rappelé qu'il « n’y avait pas d’âge pour réaliser ses rêves mais qu’il s’agissait aussi d’un week-end gagnant. Alors pourquoi ne pas ramener la Coupe et la couronne à la maison ? ». Elle a conclu son discours avec un encouragement « Allez les Bleus » avant la finale du Mondial au Qatar, opposant la France à l'Argentine le lendemain. Enfin, lors de sa prise de parole du top 5, Indira Ampiot doit répondre à une question posée par Maëva Coucke sur le sens du mot bonheur.
Elle est la première Miss France née au XXIe siècle, alors que ses prédécesseurs, d'Agnès Souret (« la plus belle femme de France » en 1920) à Diane Leyre (Miss France 2022), sont toutes nées au XXe siècle.
Le 16 décembre 2023 à Dijon, elle transmet son titre de Miss France à Ève Gilles, Miss Nord-Pas-de-Calais 2023, élue Miss France 2024.
Le 16 novembre 2024, Indira Ampiot participe à l'élection de Miss Univers 2024 à Mexico et devient la troisième Guadeloupéenne à représenter la France à ce concours. Elle se classe dans le top 30 de l'élection.

## Vie privée
Grande sportive, Indira Ampiot est également passionnée par le dessin. Elle est autodidacte,.
En 2024, elle est en couple avec Mathys Tel,,.

## Philanthropie
Indira Ampiot est marraine de l'association Amazones Guadeloupe, qui vient en aide aux femmes atteintes du cancer.